# Avonmore (Pennsylvanie)
Avonmore est un borough situé au nord du comté de Westmoreland, en Pennsylvanie, aux États-Unis,. En 2010, il comptait une population de 1 011 habitants, estimée au 1er juillet 2020 à 954 habitants. Le borough est incorporé le 4 mars 1893.

## Démographie
Lors du recensement de 2010, le borough comptait une population de 1 011 habitants. Elle est estimée, en 2020, à 954 habitants.